# استلا وارطانیان
استلا آرمناکی وارطانیان (ارمنی: Ստելլա Արմենակի Վարդանյան؛ انگلیسی: Stella Vardanyan؛ زادهٔ ۲۷ ژوئن ۱۹۳۴) پزشک، تاریخ‌نگار و سرطان‌شناس اهل ارمنستان است.

## زندگی‌نامه
وی در ۲۶ ژوئن ۱۹۳۴ در ایروان به دنیا آمد و از دانشگاه دولتی ایروان (۱۹۶۹) و دانشگاه پزشکی دولتی ایروان (۱۹۵۸) فارغ‌التحصیل گشت. وی در دانشگاه پزشکی دولتی ایروان و ماتناداران (۱۹۹۸) فعالیت کرده است.

## یادداشت
1. ↑  բժշկական գիտությունների դոկտոր